# John Aislabie
John Aislabie (ur. 1670, zm. 18 czerwca 1742) – brytyjski polityk, komisarz Admiralicji w latach 1710–1714, a także poseł z okręgu Ripon w latach 1708–1721, następnie skarbnik floty wojennej (Treasurer of the Navy 1714 – 1718) i kanclerz Izby Obrachunkowej (1718 – 1721).
Studiował na Uniwersytecie Cambridge: początkowo w kolegium St John’s College, następnie w Trinity Hall, które ukończył w roku 1692.